# American Music Awards de 2001
O American Music Awards de 2001 foi realizado em 8 de janeiro de 2001, no Shrine Auditorium, em Los Angeles, nos Estados Unidos. A cerimônia foi apresentada pela cantora pop estadunidense Britney Spears e pelo rapper norte-americano LL Cool J. A premiação reconheceu os álbuns e artistas mais populares do ano de 2000.

## Apresentações
| Artista         | Canção                      | Apresentado por              |
| Pré-show        | Pré-show                    | Pré-show                     |
| --------------- | --------------------------- | ---------------------------- |
| Billy Gilman    | "One Voice"                 | —                            |
| Premiação       |                             |                              |
| Jennifer Lopez  | "Love Don't Cost a Thing"   | LeAnn Rimes                  |
| 3 Doors Down    | "Loser"                     | Mandy Moore                  |
| Toni Braxton    | "Spanish Guitar"            | Run Jam-Master Jay           |
| Britney Spears  | "Stronger"                  | LL Cool J                    |
| Outkast         | "Ms. Jackson"               | Snoop Dogg Lil Bow Wow       |
| Martina McBride | "It's My Time"              | Marc Anthony                 |
| Jessica Simpson | "I Wanna Love You Forever"  | Backstreet Boys              |
| Aerosmith       | "Jaded"                     | Vincent Pastore Laura Prepon |
| P!nk            | "Most Girls"                | Sisqó                        |
| Ricky Martin    | "Nobody Wants to Be Lonely" | Brooke Shields               |
| SHeDAISY        | "I Will… But"               | Bill Maher                   |
| Marilyn Manson  | "Disposable Teens"          | Britney Spears               |

## Vencedores e indicados
Os vencedores estão listados em negrito.
| Artista do Ano dos Fãs da Internet (apresentado por William Shatner e Brooks & Dunn)            | Artista Revelação de Pop/Rock Favorito (apresentado por Mýa e Creed)                                 |
| ----------------------------------------------------------------------------------------------- | --- |
| - 'N Sync - Creed - Destiny's Child - Eminem - Faith Hill - Britney Spears                      | - 3 Doors Down - Macy Gray - Jessica Simpson                                                         |
| Cantor de Pop/Rock Favorito (apresentado por Tiffani Thiessen e 98 Degrees)                     | Cantora de Pop/Rock Favorita (apresentado por Melissa Joan Hart e Deborah Gibson)                    |
| - Kid Rock - Marc Anthony - Eminem                                                              | - Faith Hill - Christina Aguilera - Celine Dion - Britney Spears                                     |
| Banda/Dupla/Grupo de Pop/Rock Favorito (apresentado por Cindy Margolis e O-Town)                | Álbum de Pop/Rock Favorito (apresentado por Destiny's Child)                                         |
| - Backstreet Boys - Creed - 'N Sync                                                             | - Human Clay – Creed - No Strings Attached – 'N Sync - Oops!… I Did It Again – Britney Spears        |
| Cantor de Country favorito (apresentado por Vertical Horizon)                                   | Cantora de Country favorita (apresentado por Lonestar)                                               |
| - Tim McGraw - Alan Jackson - George Strait                                                     | - Faith Hill - Martina McBride - Reba McEntire                                                       |
| Banda/Dupla/Grupo de Country Favorito (apresentado por Kenny Chesney e Caroline Rhea)           | Álbum de Country Favorito (apresentado por Brian McKnight e Jo Dee Messina)                          |
| - Dixie Chicks - Brooks & Dunn - Lonestar                                                       | - Breathe – Faith Hill - Under the Influence – Alan Jackson - How Do You Like Me Now?! – Toby Keith  |
| Artista Revelação de Country Favorito (apresentado por Donnell Jones, Vitamin C e Aaron Carter) | Cantor de Soul/R&B Favorito (apresentado por David Boreanaz e Dream)                                 |
| - Billy Gilman - Alecia Elliott - Keith Urban                                                   | - Brian McKnight - D'Angelo - Sisqó                                                                  |
| Cantora de Soul/R&B Favorita (apresentado por Mystikal e Uncle Kracker)                         | Álbum de Soul/R&B Favorito (apresentado por 'N Sync)                                                 |
| - Toni Braxton - Whitney Houston - Kelly Price                                                  | - The Heat – Toni Braxton - The Writing's on the Wall – Destiny's Child - Unleash the Dragon – Sisqó |
| Banda/Dupla/Grupo de Soul/R&B Favorito (apresentado por Kelly Price e BBMak)                    | Artista Revelação de Soul/R&B Favorito (apresentado por Wendie Malick, Shaggy e Tyrese)              |
| - Destiny's Child - Jagged Edge - Lucy Pearl                                                    | - Donell Jones - Mary Mary - P!nk                                                                    |
| Artista Adulto Contemporâneo Favorito (apresentado por Jenna Dewan-Tatum e Billy Eichner)       | Artista Alternativo Favorito (apresentado por Daryl Hannah e Nelly)                                  |
| - Celine Dion - Marc Anthony - Faith Hill                                                       | - Creed - Limp Bizkit - Red Hot Chili Peppers'                                                       |
| Artista de Rap/Hip Hop Favorito (apresentado por Carmen Electra e Ja Rule)                      | Artista de Musica Latina Favorito (apresentado por Melissa Etheridge e Alfonso Ribeiro)              |
| - Dr. Dre - DMX - Eminem                                                                        | - Enrique Iglesias - Marc Anthony - Shakira                                                          |
| Trilha Sonora Favorita                                                                          | Artista Internacional Favorito (apresentado por Vincent Pastore e Laura Prepon)                      |
| - Missão Impossível 2 - Coyote Ugly - Nutty Professor II: The Klumps                            | Aerosmith                                                                                            |
| Prêmio de Mérito (apresentado por Shaquille O'Neal)                                             | |
| Janet Jackson                                                                                   | |